# 811
El 811 (DCCCXI) fou un any comú començat en dimecres del calendari julià.

## Esdeviments
- 26 de juliol: un exèrcit romà d'Orient cau en una emboscada dels búlgars i és anorreat en la batalla de Pliska; entre les baixes romanes d'Orient hi ha l'emperador Nicèfor I, que mor durant l'enfrontament,[1] i el seu fill i successor, Estauraci, que sucumbeix a les seves greus ferides uns mesos després.